# Kabinett Adenauer I
Das Kabinett Adenauer I war die von 1949 bis 1953 amtierende erste deutsche Bundesregierung.

## Abstimmung im Bundestag
| Wahlgang                                               | Kandidat        | Kandidat              | Stimmen    | Stimmenzahl | Anteil | Koalitionspartei(en) | Koalitionspartei(en) | Koalitionspartei(en) | Koalitionspartei(en) | Koalitionspartei(en) |
| ------------------------------------------------------ | --------------- | --------------------- | ---------- | ----------- | ------ | -------------------- | -------------------- | -------------------- | -------------------- | -------------------- |
| 1. Wahlgang                                            |                 | Konrad Adenauer (CDU) | Ja-Stimmen | 202         | 50,2 % |                      |                      |                      |                      | CDU/CSU, FDP, DP     |
| 1. Wahlgang                                            | Nein-Stimmen    | Konrad Adenauer (CDU) | 142        | 35,3 %      |        |                      |                      |                      |                      | CDU/CSU, FDP, DP     |
| 1. Wahlgang                                            | Enthaltungen    | Konrad Adenauer (CDU) | 44         | 10,9 %      |        |                      |                      |                      |                      | CDU/CSU, FDP, DP     |
| 1. Wahlgang                                            | Ungültig        | Konrad Adenauer (CDU) | 1          | 0,2 %       |        |                      |                      |                      |                      | CDU/CSU, FDP, DP     |
| 1. Wahlgang                                            | nicht abgegeben | Konrad Adenauer (CDU) | 13         | 3,2 %       |        |                      |                      |                      |                      | CDU/CSU, FDP, DP     |
| Damit wurde Konrad Adenauer zum Bundeskanzler gewählt. |                 |                       |            |             |        |                      |                      |                      |                      |                      |

## Kabinett
| Amt oder Ressort                                                               | Bild                                               | Name                                              | Partei | Partei                              |
| ------------------------------------------------------------------------------ | -------------------------------------------------- | ------------------------------------------------- | ------ | ----------------------------------- |
| Bundeskanzler                                                                  | Konrad Adenauer (1952)                             | Konrad Adenauer (1876–1967)                       |        | CDU                                 |
| Auswärtiges ab 15. März 1951                                                   | Konrad Adenauer (1952)                             | Konrad Adenauer (1876–1967)                       |        | CDU                                 |
| Stellvertreter des Bundeskanzlers Angelegenheiten des Marshallplanes           | Franz Blücher (1950)                               | Franz Blücher (1896–1959)                         |        | FDP                                 |
| Inneres                                                                        | Gustav Heinemann (1969)                            | Gustav Heinemann (1899–1976) bis 11. Oktober 1950 |        | CDU                                 |
| Inneres                                                                        | Robert Lehr (1950)                                 | Robert Lehr (1883–1956) ab 11. Oktober 1950       |        | CDU                                 |
| Justiz                                                                         | Thomas Dehler (1964)                               | Thomas Dehler (1897–1967)                         |        | FDP                                 |
| Finanzen                                                                       | Fitz Schäffer                                      | Fritz Schäffer (1888–1967)                        |        | CSU                                 |
| Wirtschaft                                                                     | Ludwig Erhard (1964)                               | Ludwig Erhard (1897–1977)                         |        | für die CDU, formell aber parteilos |
| Ernährung, Landwirtschaft und Forsten                                          | Wilhelm Niklas (kein Foto)                         | Wilhelm Niklas (1887–1957)                        |        | CSU                                 |
| Arbeit                                                                         | Anton Storch (1952)                                | Anton Storch (1892–1975)                          |        | CDU                                 |
| Verkehr                                                                        | Hans-Christoph Seebohm als Mitglied der CDU (1961) | Hans-Christoph Seebohm (1903–1967)                |        | DP                                  |
| Angelegenheiten des Fernmeldewesens ab 1. April 1950: Post- und Fernmeldewesen | Hans Schuberth (1949)                              | Hans Schuberth (1897–1976)                        |        | CSU                                 |
| Wohnungsbau                                                                    | Eberhard Wildermuth (1949)                         | Eberhard Wildermuth (1890–1952) bis 9. März 1952  |        | FDP                                 |
| Wohnungsbau                                                                    | Fritz Neumayer (kein Foto)                         | Fritz Neumayer (1884–1973) ab 15. Juli 1952       |        | FDP                                 |
| Angelegenheiten der Vertriebenen                                               | Hans Lukascheck (1949)                             | Hans Lukaschek (1885–1960)                        |        | CDU                                 |
| Gesamtdeutsche Fragen                                                          | Jakob Kaiser (1950)                                | Jakob Kaiser (1888–1961)                          | CDU    |                                     |
| Angelegenheiten des Bundesrates                                                | Heinrich Hellwege                                  | Heinrich Hellwege (1908–1991)                     |        | DP                                  |

## Veränderungen
Aus Protest gegen Ende August 1950 geführte Geheimverhandlungen, bei denen Bundeskanzler Adenauer eine westdeutsche „Bereitschaft zur Remilitarisierung“ signalisiert hatte, ohne das Kabinett und die deutsche Öffentlichkeit darüber zu informieren, trat Bundesinnenminister Gustav Heinemann am 9. Oktober 1950 zurück. Zu seinem Nachfolger wurde am 11. Oktober 1950 Robert Lehr ernannt.
Bei der Wiedereinrichtung des Auswärtigen Amtes, das formal noch unter der Kontrolle der Alliierten Hohen Kommission stand, verzichtete Bundeskanzler Adenauer auf die Ernennung eines Außenministers und übernahm am 15. März 1951 selbst die Führung der Amtsgeschäfte.
Nachdem Bundesbauminister Eberhard Wildermuth am 9. März 1952 einem Herzschlag erlegen war, waren als Nachfolger zunächst die FDP-Politiker Victor-Emanuel Preusker und Bundestagsvizepräsident Hermann Schäfer im Gespräch. Am 15. Juli 1952 wurde dann aber schließlich der Bundestagsabgeordnete Fritz Neumayer zum neuen Bundesminister für Wohnungsbau ernannt.

## Sonstiges
Die Regierung stellte während ihrer Amtszeit mehrere hundert Strafanträge wegen „politischer Beleidigung“.